# Plantago daltonii
Plantago daltonii är en grobladsväxtart som beskrevs av Joseph Decaisne. Plantago daltonii ingår i släktet kämpar, och familjen grobladsväxter. Inga underarter finns listade i Catalogue of Life.